# Teresa Sáez Barrao
María Teresa Sáez Barrao (Binéfar, Huesca, 20 de abril de 1957) es una activista feminista y cofundadora de la Plataforma de Mujeres contra la Violencia Sexista de Navarra y del primer Centro de Atención a la Mujer y Casa de Acogida en Navarra y de España. Fundó Lunes Lilas.

## Biografía
Teresa Saez Barrao nació en Binéfar en 1957. Estudió en Barcelona la carrera de Historia y en la Universidad Pública de Navarra Pedagogía. Trabajó primero, como orientadora escolar y desde 1997 es técnica de Igualdad de oportunidades en el Ayuntamiento de Estella-Lizarra, Navarra. Es especialista en políticas de igualdad y prevención de la violencia de género y una pionera de las acciones contra la violencia de género en Navarra.
Pertenece al movimiento feminista desde 1975. En los años 80 es cofundadora de la Plataforma de Mujeres contra la Violencia Sexista de Navarra, y fundadora del primer Centro de Atención a la Mujer y Casa de Acogida en Navarra, Este hecho fue un hito, ya que se trató del primer centro de este tipo que se abría en toda España. Presidió y coordinó desde 1991 hasta 2016 el servicio de atención a la mujer ANDREA. Esta asociación es el germen de la asociación Lunes Lilas, de la que es también impulsora, que se manifiesta los primeros lunes de cada mes en Pamplona para denunciar y hacer visibles los asesinatos machistas y la violencia de género. Esta asociación alcanza notoriedad pública al ser la responsable de canalizar las protestas por el asesinato de Nagore Laffage Casasola, y, posteriormente, por su denuncia pública y las movilizaciones contra la sentencia a la autodenominada Manada por un delito de violación cometido en los Sanfermines de 2016.
Además de su activismo feminista ha ejercido responsabilidades políticas tanto municipales como parlamentarias en Navarra. Ha sido concejala en los ayuntamientos de Burlada (Batzarre) y Villava (Euskal Herritarrok). Desde 2017 a 2019 fue parlamentaria de Podemos-Ahal Dugu en el Parlamento de Navarra. Ejerció como portavoz del grupo parlamentario de Podemos-Ahal Dugu en el área de educación, salud e igualdad y también como presidenta de la comisión de relaciones ciudadanas e institucionales.

## Premios y reconocimientos
- En 2018, su trayectoria en defensa de la igualdad de oportunidades es reconocida por el “Colectivo de Mujeres Progresistas Clara Campoamor” de Monzón con el premio, a título individual, de los IX Reconocimientos por la Igualdad.[9]